# دین خود را ادا کن
دِین خود را ادا کن (انگلیسی: Pay Your Dues) یک فیلم کمدی صامت کوتاه به کارگردانی وینسنت پی. برایان و هال روچ است که در سال ۱۹۱۹ منتشر شد.

## بازیگران
- هارولد لوید
- اسناب پالرد
- ببه دنیلز
- سمی بروکس
- لایج کانلی
- فرانک دانیلز
- ویلیام گیلسپی
- چارلز اینسلی
- دی لمپتون
- گاس لئونارد
- ماری موسکینی
- فرد سی. نیومیر
- رابرت امت اوکانر
- چارلز استیونسون
- نوآ یانگ
- ارل موهان